# Thysanina similis
Espèce
Thysanina similis est une espèce d'araignées aranéomorphes de la famille des Trachelidae.

## Distribution
Cette espèce est endémique de Tanzanie. Elle se rencontre dans les monts Usambara.

## Description
Les mâles mesurent de 3,0 à 3,5 mm et les femelles de 3,5 à 3,7 mm.

## Publication originale
- Lyle & Haddad, 2006 : A revision of the Afrotropical tracheline sac spider genus Thysanina Simon, 1910 (Araneae: Corinnidae). African Invertebrates, vol. 47, p. 95-116.